# Саша Александер
Сюзана С. Дробнякович (серб. Сузана Дробњаковић), відома як Са́ша Алекса́ндер (англ. Sasha Alexander; нар. 17 травня 1973, Лос-Анджелес, Каліфорнія, США) — американська акторка та продюсерка. Найвідоміші ролі: докторка Мойра Айлс у телесеріалі «Різзолі та Айлз» (2010—2016) і спецагентка Кейтлін Тодд у серіалі «Морська поліція: Спецпідрозділ» (2003—2005).

## Раннє життя
Народилась у Лос-Анджелесі, в родині італійця та сербки. Добре розмовляє італійською та сербською. У дитинстві її прізвиськом було Саша, а брат називав її Александер. Звідси пішло сценічне ім'я. 
Акторську діяльність почала ще у школі: в 7 класі їй дісталася головна роль у п'єсі «Малюк». Виступала на сцені під час навчання в школі та коледжі. Одного разу брала участь у шекспірівському фестивалі в Нью-Йорку, де зіграла Кетрін в п'єсі «Приборкання норовливої». Працювала з Сіселі Беррі і Шекспірівською королівською компанією. Закінчила школу кінематографії і телебачення при університеті Південної Каліфорнії.

## Кар'єра
Першу головну роль виконала в серіалі Wasteland, закритому після 3 епізодів у 1999. Широку увагу медіа та схвальні відгуки критики отримала після другорядної ролі в серіалі Затока Доусона, де зіграла Гретхен Віттер, подругу головного героя. Після цього вона з'явилась у серіалах «CSI: Місце злочину» і «Друзі», а 2002 року дістала регулярну роль у медичній драмі «Клініка Сан-Франциско», навпроти Дани Ділейні.
2003 року Саша Александер отримала головну жіночу роль у серіалі «Морська поліція: Спецпідрозділ», де знімалась упродовж перших двох сезонів. У фіналі другого сезону її персонажка була нечувано вбита, що є рідкістю для телебачення, бо головних героїв майже ніколи не вбивають. У подальші кілька років виконувала епізодичні ролі на телебаченні, а також коротко з'явилась у кінофільмах «Місія нездійсненна 3», «Завжди кажи «Так»» и «Обіцяти — ще не одружитись».
2010 року Саша Александер почала виконувати роль ексцентричної медичної експертки Мари Айлс у телесеріалі TNT «Різзолі та Айлз», навпроти Енджі Гермон. Серіал одразу досяг успіху в рейтингах і в підсумку став найбільшим досягненням в її кар'єрі.

## Особисте життя
У 1999 році одружилася з режисером Люком Пецелем. Цей шлюб було анульовано. 11 серпня 2007 року одружилася з режисером Едоардо Понті, сином Софі Лорен і Карло Понті. Народила двох дітей: Лючію Софію та Леонардо Фортунато.

## Фільмографія
Станом на  21/09/2020

| Рік       |    | Українська назва                    | Оригінальна назва                          | Роль                                      |
| --------- | -- | ----------------------------------- | ------------------------------------------ | ----------------------------------------- |
| 2023      | с  | Ранкове шоу                         |                                            | Сельма (1 епізод)                         |
| 2020      | мф |                                     | Deathstroke Knights & Dragons: The Movie   | Аделін (голос)                            |
| 2020      | ф  |                                     | Dangerous Lies                             | Detective Chesler                         |
| 2020      | с  | Зменш свій ентузіазм                |                                            | Мішель (1 епізод)                         |
| 2020      | с  | Дивовижні історії                   |                                            | Пола Портер (1 епізод)                    |
| 2020      | с  |                                     | Deathstroke: Knights & Dragons             | Аделін Кейн Вілсон (голос, 1 епізод)      |
| 2019      | с  |                                     | FBI                                        | Валері Солдвелл (1 епізод)                |
| 2018      | с  | Закон і порядок: Спеціальний корпус |                                            | Енн Мілл (1 епізод)                       |
| 2018      | ф  |                                     | Ride                                       | Меріенн Буултьєнс                         |
| 2018      | ф  |                                     | Amanda McKay                               | Маріанна                                  |
| 2017      | ф  |                                     | Bernard and Huey                           | Роз                                       |
| 2015—2016 | с  | Безсоромні                          |                                            | Гелен Раньйон (11 епізодів)               |
| 2010—2016 | с  | Різзолі та Айлз                     | Rizzoli & Isles                            | Мора Айлз (105 епізодів)                  |
| 2003—2015 | с  | Морська поліція                     | NCIS: Naval Criminal Investigative Service | Кейтлін Тодд (50 епізодів)                |
| 2013      | ф  |                                     | The Girl from Nagasaki                     | Аделаїда                                  |
| 2011      | ф  |                                     | Coming & Going                             | Алекс                                     |
| 2010      | с  | Доктор Хаус                         | House M.D.                                 | Нора (1 епізод)                           |
| 2009      | тф |                                     | The Karenskys                              | Емілі Етвуд                               |
| 2009      | в  |                                     | Play Dead                                  | Кероленн                                  |
| 2009      | с  |                                     | Dark Blue                                  | Агент Джулія Гарріс (1 епізод)            |
| 2009      | ф  | Кохання трапляється                 | Love Happens                               | Фотографиня                               |
| 2009      | ф  | Обіцяти — ще не одружитись          | He's Just Not That Into You                | Кетрін                                    |
| 2008      | ф  | Суперниця                           | Tenure                                     | Маргарет                                  |
| 2008      | ф  | Завжди кажи «Так»                   | Yes Man                                    | Люсі                                      |
| 2008      | ф  | Остання колискова                   | The Last Lullaby                           | Сара                                      |
| 2007      | в  |                                     | NCIS: Ducky's World                        | Спецагент Кейтлін Тодд                    |
| 2006      | с  |                                     | The Nine                                   | Джуліана (1 епізод)                       |
| 2006      | ф  | Місія нездійсненна 3                | Mission: Impossible III                    | Мелісса                                   |
| 2006      | с  |                                     | E-Ring                                     | Еллісон Мерріл (1 епізод)                 |
| 2005      | ф  |                                     | Lucky 13                                   | Сьюзі                                     |
| 2003      | тф |                                     | Expert Witness                             |                                           |
| 2002      | с  |                                     | Presidio Med                               | Д-р Джекі Коллут (4 епізоди)              |
| 2002      | с  | Кролик Грег                         | Greg the Bunny                             | Лора Карлсон (1 епізод)                   |
| 2002      | с  | Друзі                               | Friends                                    | Інтерв'юерка (1 епізод)                   |
| 2001      | тф |                                     | Ball & Chain                               | Хлої Джонс                                |
| 2001      | с  | CSI: Місце злочину                  | CSI: Crime Scene Investigation             | Окружний прокурор Робін Чайлдс (1 епізод) |
| 2001      | ф  | Хлопець хоч куди                    | All Over the Guy                           | Джекі Саманта Голд                        |
| 2000—2001 | с  | Затока Доусона                      | Dawson's Creek                             | Гретхен Віттер (20 епізодів)              |
| 1999      | с  |                                     | Wasteland                                  | Джессі Прессер (13 епізодів)              |
| 1999      | ф  | Твін-Фоллс, Айдахо                  | Twin Falls Idaho                           | Міс Америка                               |
| 1997      | кф | Битва статей                        | Battle of the Sexes                        |                                           |
| 1997      | ф  | Внутрішня сутність                  | Visceral Matter                            | Карен Чамберс                             |